# カスター (砕氷艦)
カスター（ドイツ語: Castor）は、ドイツの砕氷艦。竣工時のドイツにおいて最大の砕氷船だった。

## 概要
ダンチヒ（現・グダニスク）にあったde:Schichau-Werkeの工場で1941年竣工。
1945年3月にヴァーネミュンデにおいて爆撃により沈没。戦後の1951年に引き揚げられ、ソ連のペレスウェートとなった。
排水量5150トン、全長90メートル、速力15ノット。